# Bruno Durdov
Bruno Durdov, né le 11 décembre 2007 à Split, est un footballeur croate qui évolue au poste d'ailier droit au Hajduk Split.

## Biographie

### Carrière en club
Formé au NK GOŠK Kaštel Gomilica, Durdov rejoint l’académie du Hajduk Split en 2015.
Il fait sa première apparition en équipe première le 5 mai 2024, à 16 ans, en entrant en jeu à la 82e minute contre le NK Varaždin (défaite 0‑1) en HNL. Il fait ensuite ses débuts en compétition européenne lors de la phase qualificative pour la Ligue Conférence de l'UEFA, le 25 juillet 2024, face au HB Tórshavn.
Le 21 septembre 2024, il inscrit un doublé contre le HNK Gorica (victoire 4‑1), devenant ainsi le plus jeune buteur (16 ans, 9 mois et 10 jours) de l’histoire du Hajduk en HNL, ainsi que le plus jeune joueur à marquer deux buts dans un même match dans ce championnat,.
Le 6 novembre 2024, à 16 ans et après 14 apparitions avec l'équipe senior, il signe un contrat professionnel valable jusqu'en 2027.

### En sélections nationales
Durdov est international espoirs croate à partir de juin 2025. Il fait ses débuts lors d'un amical contre l'Irlande (victoire 1-0).